# Gustave Fourment
Pour les articles homonymes, voir Fourment.
Gustave Fourment, né à Montpellier le 4 mai 1869 et mort le 21 novembre 1940 à Draguignan, est un homme politique français.

## Parcours professionnel
Après avoir obtenu une licence à la Faculté de lettres d'Aix-en-Provence, il devient professeur de philosophie au lycée de Draguignan.

## Engagement politique
Gustave Fourment entame son engagement politique en étant élu conseiller général du Var en 1904. Dès les élections législatives françaises de 1910, il est le candidat de la SFIO dans la circonscription de Draguignan, dont Georges Clemenceau désormais sénateur du Var, a été auparavant le député. Il est réélu en 1914. 
En 1912, il approfondit son ancrage local en étant élu maire de Draguignan, préfecture du Var (9 000 habitants à l'époque) et chef-lieu de l'arrondissement dont il est le député. 
Les élections législatives de 1919 voient leur mode de scrutin évoluer : il n'est plus d'arrondissement mais de liste. La liste de la gauche ne réunissant pas suffisamment de suffrages, Gustave Fourment n'est pas renouvelé dans ses fonctions de député. 
Il profite alors des élections sénatoriales de 1920, à l'occasion desquelles Georges Clemenceau, sénateur sortant du département, ne se représente pas : il est élu sénateur du Var au second tour par 246 voix sur 485 votants. Il est réélu en 1927 et en 1935. 
En 1922, il est élu président du Conseil général du Var et le reste jusqu'à sa mort en 1940. 
Membre de la SFIO puis du Parti socialiste de France-Union Jean Jaurès (PSdF), il est une grande figure locale.
Son dernier acte politique est le vote des pleins pouvoirs au maréchal Pétain.
Il est un ami intime de l'écrivain Paul Valéry.

## Synthèse des mandats
- Député du Var (1910-1919),
- Sénateur du Var (1920-1940),
- Président du conseil général du Var (1922-1937).
- Maire de Draguignan
- Conseiller général du Var

## Sources
- « Gustave Fourment », dans le Dictionnaire des parlementaires français (1889-1940), sous la direction de Jean Jolly, PUF, 1960 [détail de l’édition]